# I형 초신성
I형 초신성(Type I supernova)이란 스펙트럼에서 수소선이 전혀 나타나지 않는 초신성을 말한다.

## Ia형 초신성
Ia형 초신성은 헬륨이 부족하며, 최대광 근처에 규소 흡수선을 보인다. 이러한 종류의 초신성의 가장 널리 알려진 이론은 탄소-산소로 이루어진 백색왜성이 근처의 동반성 혹은 적색거성으로부터 물질을 흡수하여 찬드라세카르 한계에 도달한 결과라는 것이다. 압력의 증가는 중앙 부분의 온도를 증가시키고, 최대 100년을 지속하는 대류가 시작된다. 이 폭발 직전의 과정 어느 순간에, 핵융합으로 말미암은 연소 불꽃이 생겨난다. 구체적인 점화 과정은, 즉 불꽃이 생겨나는 장소나 수와 같은 것들은 여전히 미지로 남아있다. 이 불꽃은 레일리-테일러 불안정과 난류와의 상호작용을 통해 급속도로 증가하게 된다. 하지만, 이러한 불꽃이 아음속 점화로부터 초신성 폭발을 유도하는지는 아직 많은 논쟁을 더 거쳐야 할 문제이다. 열핵 연소로부터 일어나는 ~1044 줄의 에너지는 별을 격렬하게 폭발하도록 하며, 물질을 대개 10,000 km/s의 속도로 방출하는 진동파를 일으킨다. 이 폭발에서 방출된 에너지는 광도(光度)를 극도로 증가시킨다.
이러한 형태의 초신성 이론은 신성(新星)이론과 유사하다. 대신 신성의 경우는 백색왜성이 훨씬 천천히 물질을 흡수하며, 찬드라세카 한계에 도달하지 않을 뿐이다. 신성에서는 이렇게 유입되는 물질이 표면에서 핵융합을 일으키게 되며, 별을 붕괴하게는 하지 않는다.
Ia형 초신성은 특징적인 광도곡선(폭발 후 시간에 따른 광도의 변화 그래프)을 가진다. 최대 광도를 나타내는 순간 근처로 해서, 스펙트럼은 산소와 칼슘의 중간 질량을 가지는 원소 선을 보여준다. 이 원소들은 별의 외곽을 이루는 주요 조성물이다. 폭발 후 수개월이 지나 외곽층이 팽창해버린 시점이 되면, 별의 중심부에 있었던 물질이 방출하는 빛이 스펙트럼을 차지하게 된다. 즉 폭발 동안에 만들어진 무거운 원소, 대개 철그룹 원소들이 그러하다. 니켈-56이 코발트-56을 거쳐 철-56으로 방사성 붕괴되는 과정에서 고에너지 광자를 생성하며, 이는 마지막까지 방출되는 에너지의 대부분을 차지한다.
다른 초신성 형태와는 달리, Ia형의 초신성은 타원은하를 포함하여 일반적으로 모든 은하에서 발견된다. 즉 현재 별의 위치나 상태에 대한 특별한 조건 등이 존재하지 않는다.
모든 알려진 Ia형 초신성의 광도에 있어서의 이러한 유사성은 외부은하 천문학에 있어서 표준 촉광(標準觸光)으로 초신성을 이용하게 한다. 이러한 광도 곡선의 유사성을 일으키는 원인은 여전히 풀리지 않은 과제이다. 1998년 Ia형 초신성 관측은 우주가 가속 팽창을 하고 있는 것 같다는 예측하지 못한 결과를 내놓았다.
Ia형 초신성은 모든 알려진 초신성 분류 가운데 가장 많은 에너지를 방출한다. 은하, 구상성단을 제외하고 우주에서 발견된 가장 멀리 있는 단일 물체는, 수십억광년 떨어진 곳에 위치한 Ia형 초신성이다.

## Ib형과 Ic형
Ib형과 Ic형의 초기 스펙트럼은 수소선(線)을 보이지도, 혹은 615nm근처의 강한 실리콘 흡수 특성을 보이지도 않는다. 이러한 특성은, II형의 초신성과 같이, 중앙부에서 연료가 떨어져가는 질량이 큰 별일 것이다. 하지만, Ib형과 Ic형의 원형은 이미 항성풍이나 동반성과의 작용으로 말미암아 외피층을 대부분 잃어버렸다. Ib형 초신성은 울프-레이에별 붕괴의 결과로 생각된다. 비록 어느 초신성이라도 폭발 상황에 따라 감마선 폭발을 유발할 수 있지만 Ic형 초신성의 경우가 감마선 폭발의 원형이라고 생각된다.